# سيمون غودي
سيمون غودي (بالإنجليزية: Simon Goody)‏ هو متسابق يخت بريطاني، ولد في 1966.

## وصلات خارجية
- سيمون غودي على موقع أوليمبيديا (الإنجليزية)
- سيمون غودي على موقع اللجنة الأولمبية البريطانية (الإنجليزية)